# 86
Glej tudi: število 86
86 (LXXXVI) je bilo navadno leto, ki se je po julijanskem koledarju začelo na nedeljo.

## Dogodki
- 1. januar